# Frankrikes Grand Prix 1965
Frankrikes Grand Prix 1965 var det fjärde av tio lopp ingående i formel 1-VM 1965. Detta var det första F1-loppet som kördes på Circuit de Charade i Clermont-Ferrand.

## Resultat
1. Jim Clark, Lotus-Climax, 9 poäng
2. Jackie Stewart, BRM, 6
3. John Surtees, Ferrari, 4
4. Denny Hulme, Brabham-Climax, 3
5. Graham Hill, BRM, 2
6. Jo Siffert, R R C Walker (Brabham-BRM), 1
7. Mike Spence, Lotus-Climax
8. Lorenzo Bandini, Ferrari (varv 36, olycka)
9. Bob Anderson, DW Racing Enterprises (Brabham-Climax) (34, bränslesystem)

### Förare som bröt loppet
- Bruce McLaren, Cooper-Climax (varv 23, upphängning)
- Joakim Bonnier, R R C Walker (Brabham-Climax) (21, generator)
- Chris Amon, Reg Parnell (Lotus-BRM) (20, bränslesystem)
- Innes Ireland, Reg Parnell (Lotus-BRM) (18, växellåda)
- Dan Gurney, Brabham-Climax (16, motor)
- Richie Ginther, Honda (9, tändning)
- Ronnie Bucknum, Honda (4, tändning)
- Jochen Rindt, Cooper-Climax (3, olycka)

## VM-ställning
| Förarmästerskapet 1. Jim Clark, Lotus-Climax, 27 2. Graham Hill, BRM, 17 Jackie Stewart, BRM, 17 3. John Surtees, Ferrari, 13 | Konstruktörsmästerskapet 1. Lotus-Climax, 27 2. BRM, 25 3. Ferrari, 16 |